# Pletenice uz glavu
Pletenice uz glavu ili na engleskom jeziku cornrows ili braids (na Karibima se zovu canerows), drevna je i tradicionalna afrička vrsta frizure. Kosa se neprekidnim radom ruku plete blizu tjemena, te stvara kontinuirani i uzdignuti red. Često se formiraju u jednostavnim, ravnim linijama, ali se također mogu formirati u obliku raznih krivulja i kompliciranijih geometrijskih dizajnova. Nose ih muškarci i žene, a ponekad se ukrašavaju perlama ili čak kauri školjkama. Poznato je da se pletenice jednostavno održavaju, a s pažljivom brigom mogu se nositi i tjednima. Predugo nošene ili previše zategnute pletenice mogu uzrokovati tip gubitka kose poznat kao trakcijska alopecija.

## Povijest
Pletenice uz glavu su tradicionalan način oblikovanja kose u mnogim svjetskim regijama. Prikazi žena s pletenicama uz glavu pronađeni su na crtežima iz kamenog doba u Tasili n'Adžeru, u Sahari, a datiraju iz 3000. godine prije Krista. Tradicija žena da vezuju kosu u pletenice ostala je popularna diljem Afrike, osobito na Afričkom rogu i Zapadnoj Africi. Povijesno gledano, muške frizure s pletenicama uz glavu pojavile su se u ranom 19. stoljeću u Etiopiji, gdje su ih nosili ratnici i kraljevi kao što su Tevodros II. i Ivan IV. Etiopski.
Pletenice u Africi pokrivaju široko društveno područje kao religiju, srodstvo, status, dob, etničku pripadnost i ostale karakteristike identiteta koje je moguće izraziti kroz frizuru. Jednako je važan i sam čin pletenja pletenica, koji prenosi kulturne vrijednosti među generacijama, učvršćuje prijateljstva te potvrđuje ulogu stručnjaka.
Pletenice uz kosu su postale popularne 1960-ih i 1970-ih godina, te ponovno 1990-ih kada ih je proslavio NBA košarkaš Allen Iverson.

## Kontroverze
Tijekom godina, pletenice uz glavu, zajedno s dreadlocksima, proizveli su mnoge kontroverze na američkim sveučilištima i radnim mjestima. Neki poslodavci i obrazovne institucije smatraju ih neprikladnima te su ih zabranili. Pojedini poslodavci su davali otkaze onim zaposlenicima koji su ih nosili. Zaposlenici i skupine koje se bore za građanska prava suprotstavili su se takvim stavovima, a neki su slučajevi doveli i do sudskih parnica.
Godine 2011., Visoki sud u Ujedinjenom Kraljevstvu, u odluci prijavljenoj kao testni slučaj, usprotivio se odlukama škola o odbijanju upisa učenika s pletenicama uz glavu. Škola je tvrdila da je to bio dio njihove politike koja je odbacivala učenike s frizurama koje su upućivale na povezanost s uličnim bandama. Međutim, sud je zaključio da učenici imaju pravo izraziti svoju kulturu te da politike škola moraju biti u stanju prihvatiti etničke i kulturne različitosti.

## Galerija fotografija
- Stilizirane pletenice uz kosu
- Pogled na pletenice odozgo
- Pletenice s raznim krivuljama
- Duge pletenice
- Pletenice povezane u punđu
- Plesačica iz Etiopije
- Allen Iverson u NBA sezoni 2008./09.
- Bivši nogometaš David James

## Vanjske poveznice
|  | Zajednički poslužitelj ima još gradiva o temi Pletenice uz glavu |